# Dímun
Dímun este un oraș din Insulele Faroe.